# 艾蘭·馬修迪
艾蘭·馬修迪·艾卡漢加（Alain Masudi Ekakanga，1978年2月12日—），生于金夏沙。足球运动员。
他曾代表國家隊出戰2004年非洲國家杯，在分組賽中排列第四，未能獲得資格晉身四分之一決賽。馬修迪射入球隊在該賽事的唯一入球。
2004年，馬修迪到以色列加盟當地球會沙克尼。在2005-06賽季，馬修迪加盟升班馬尼坦耶馬卡比隊。在 2006年賽季結束後，馬修迪再轉到海法馬卡比，在2007-08賽季，他分別效力於亞實突和特拉維夫馬卡比。
2008年12月9日，馬修迪與第二級聯賽球隊赫茲利亞馬卡比達成了為期一年的合同。馬修迪與與四年前把他帶至以色列的教頭Eyal Lahman重聚。
2009年7月30日，大連實德與馬修迪簽約，為期1.5季，該約價值33萬。
2010年加盟以色列馬卡比荷茲利亞足球會。转年转会Hapoel Nir Ramat HaSharon F.C.。2012-2015年效力于馬卡比阿希拿撒勒足球會。

## 連結
- Stats （页面存档备份，存于） at IFA
- Stats （页面存档备份，存于） at Soccerway